# Hold Me (The Teskey Brothers)
"Hold Me" is een nummer van de Australische band The Teskey Brothers. Het nummer verscheen op hun album Run Home Slow uit 2019. Op 7 mei van dat jaar werd het nummer uitgebracht als de eerste single van het album.

## Achtergrond
"Hold Me" is geschreven door alle groepsleden en geproduceerd door Paul Butler. Het nummer kent een a capella-intro, gevolgd door handgeklap en een orgel die de tekst ondersteunt. Door de meerstemmige zang kent het gospelinvloeden.
"Hold Me" werd nergens een hit, maar bleek toch een populair nummer. Zo werd het door NPO Radio 2 uitgeroepen tot TopSong. In de videoclip zingt de groep het nummer terwijl zij in het bos voor een hut in een cirkel staan. In 2020 werd een liveversie uitgebracht op het album Live at the Forum, waarbij het tevens ter promotie van het album werd uitgebracht als single.

## NPO Radio 2 Top 2000
| Nummer met noteringen in de NPO Radio 2 Top 2000 | '20  | '21  | '22  | '23  | '24  |
| ------------------------------------------------ | ---- | ---- | ---- | ---- | ---- |
| Hold Me                                          | 1965 | 1116 | 1406 | 1241 | 1378 |

1. ↑  Een vetgedrukt getal geeft de hoogste notering aan.
2. ↑  2020 was het eerste jaar met een notering voor dit nummer.